# Geotrogus barbarus
Geotrogus barbarus är en skalbaggsart som beskrevs av Lucas 1846. Geotrogus barbarus ingår i släktet Geotrogus och familjen Melolonthidae. Inga underarter finns listade i Catalogue of Life.